# Jardín botánico de Buenos Aires
El Jardín Botánico de la Ciudad «Carlos Thays», conocido popularmente como El Botánico, es un jardín botánico y parque público ubicado en el barrio de Palermo, en la ciudad de Buenos Aires. Se encuentra próximo al Parque 3 de Febrero y al ex Zoológico de Buenos Aires (actual Ecoparque). Fue inaugurado el 7 de septiembre de 1898. El 31 de agosto de 1937 fue nombrado oficialmente en honor al arquitecto y paisajista Carlos Thays, quien realizó su diseño. Fue declarado Monumento Histórico Nacional el 11 de abril de 1996.
Con una extensión de 77 649 m² (unas 7,7 ha), alberga cerca de 1500 especies vegetales (plantas y hongos) y una gran variedad de especies animales (aves, artrópodos e insectos). Cuenta con cinco invernaderos, dos bibliotecas, una huerta, un herbario, numerosos senderos para contemplar la biodiversidad y más de treinta obras de arte (esculturas, monumentos, bustos y fuentes).
Desde 2020 su mantenimiento depende de la Secretaría de Ambiente del Gobierno de la Ciudad de Buenos Aires.

## Historia
El 22 de febrero de 1892 Carlos Thays, Director de Parques y Paseos de Buenos Aires entre 1891 y 1913, elevó un proyecto a la Intendencia Municipal, a cargo de Francisco Bollini, exponiendo la necesidad de crear un «jardín botánico de aclimatación» para objetivos científicos, recreativos y paisajísticos, aconsejando hacerlo en el lugar que ocupa actualmente —un perímetro de ocho manzanas delimitado por la avenida Santa Fe, la avenida Las Heras, la calle República Árabe de Siria y la Plaza Italia— y en el que funcionaban en ese entonces el Departamento Nacional de Agricultura y el Museo Histórico Nacional. El proyecto resultó aprobado y se entregaron dichos terrenos el 2 de septiembre de 1892. Para tal fin, fueron rellenados con tierra más fértil de otras regiones.
El solar se encontraba en un lugar alto (desde allí se divisaban los «bañados de Palermo» y la costa del Río de la Plata) y hasta los finales de la época colonial había sido un almacén de pólvora, llamado «polvorín de Cueli», por el nombre de una familia que tenía su residencia en el lugar.
En el Jardín Botánico, Thays investigó los métodos de germinación de las semillas y llevó a cabo varios experimentos para la producción industrial de la yerba mate. Mediante el método científico pudo redescubrir el sistema que se había perdido luego de la expulsión de los jesuitas. Esto ya había sido enunciado por el naturalista Aimé Bonpland, quien había vivido con herederos de las misiones jesuíticas, pero sus estudios se habían perdido. En 1895 recibió las primeras semillas de yerba mate y gajos de plantas. Los gajos no prosperaron, pero logró hacer germinar las semillas al someterlas a una prolongada inmersión en agua a elevada temperatura.
Así se refirió a su descubrimiento:

(...) después de haber realizado una cierta cantidad de experiencias, utilicé con éxito en el Jardín Botánico el modo bien simple de preparar los granos mediante una inmersión especial cuya receta ha sido publicada. Obtuve así un gran número de ejemplares que se pueden denominar domésticos que producen granos que germinan, aunque un poco lentamente, sin ninguna preparación.
Carlos Thays

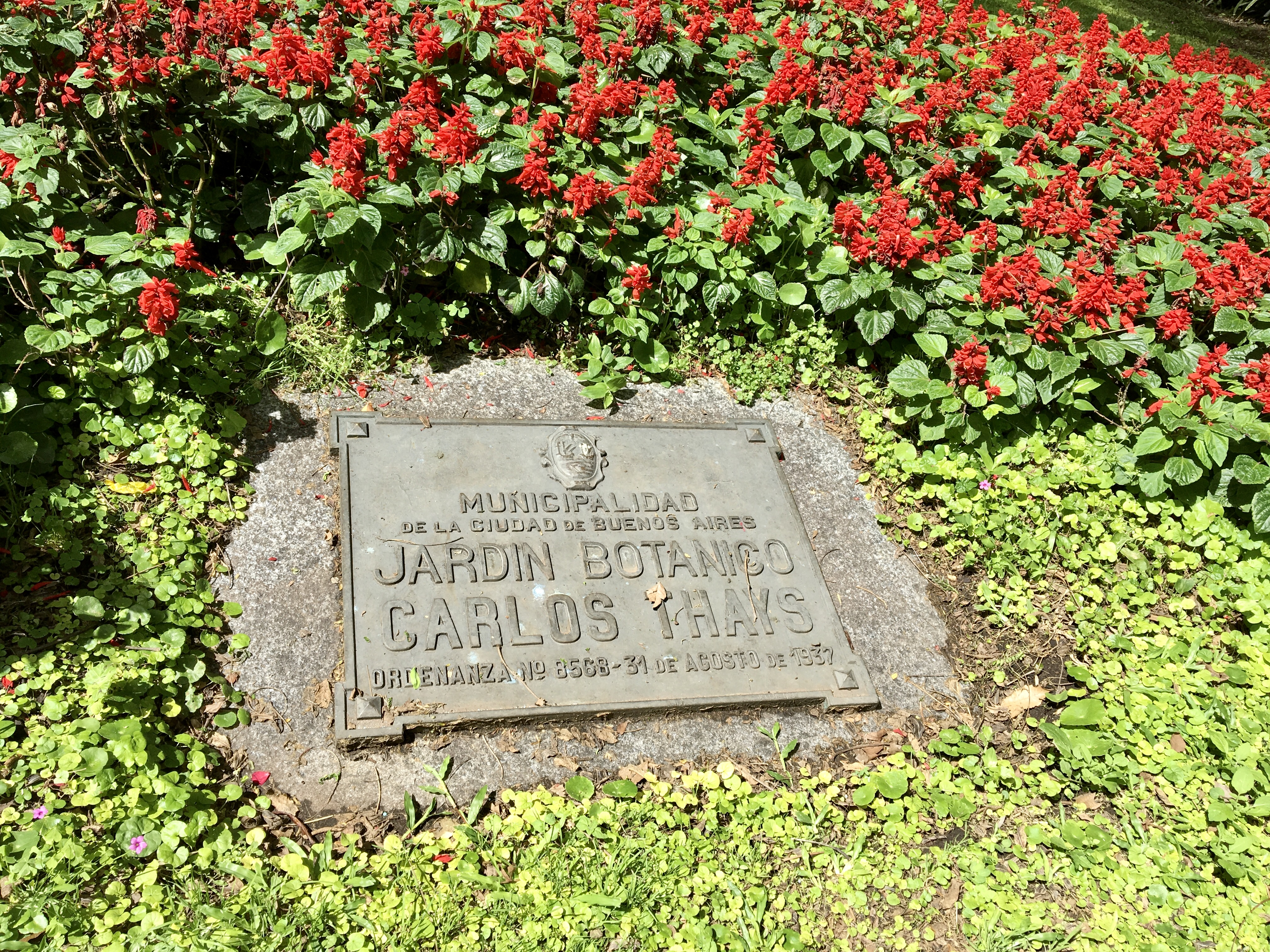
Placa municipal con el nombramiento oficial del Jardín Botánico en homenaje a Carlos Thays (1937)

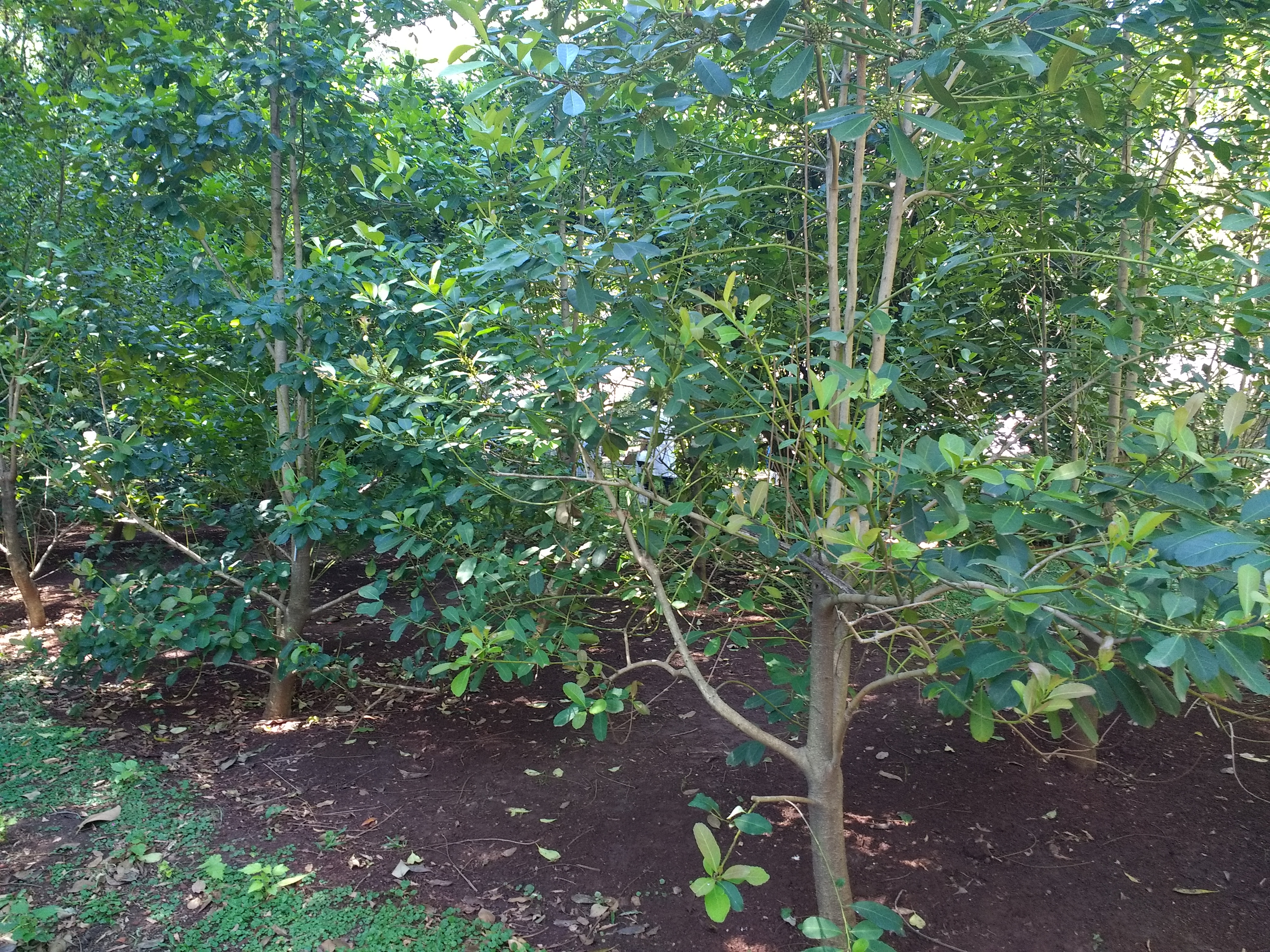
Ejemplares de yerba mate en el Jardín Botánico (2017)

Debido al éxito obtenido, la Dirección de Agricultura y Ganadería de la Nación Argentina confirmó la eficacia del llamado «método Thays» y lo divulgó en la región noroeste del país.
Entre 1914 y 1918, durante la gestión del ingeniero agrónomo Benito Javier Carrasco, sucesor de Thays, se incorporó la Escuela de Jardineros (la actual Escuela Técnica de Jardinería «Cristóbal María Hicken»), el herbario, el semillero, la biblioteca especializada en botánica y el taller de fotografía. Al igual que Thays, Carrasco impulsó el desarrollo de varias de las obras que hoy en día conforman el Jardín Botánico y el sistema de espacios públicos verdes de la ciudad de Buenos Aires.
El 13 de septiembre de 2012 se inauguró la Biblioteca Infantil de la Naturaleza, que cuenta con 1000 libros de literatura infantil para la divulgación y el aprendizaje de las ciencias naturales.
En marzo de 2023 fue reconocido como el primer «refugio climático» de la ciudad de Buenos Aires por la Agencia de Protección Ambiental, perteneciente a la Secretaría de Ambiente porteña. En promedio, se registraron cerca de 5 °C menos al comparar las temperaturas en su interior con las obtenidas en sus alrededores.
El Día Nacional de la Botánica se conmemora en Argentina el 7 de septiembre de cada año, en el aniversario de la apertura del Jardín Botánico, concretada en 1898.
En julio de 2023 el jardín fue alquilado a Proactiv Entertainment por $ 3.215.000 para uso de un show privado llamado Secret Garden, la recaudación para este evento fue de aproximadamente $ 130.000.000. El uso generó polemica debido al uso privado del espacio público y no consultar a la Comisión Nacional de Monumentos, de Lugares y de Bienes Históricos.

## Descripción

### Jardines
Thays concibió el Jardín Botánico con seis sectores fitogeográficos: cinco contienen especies de cada continente y uno está dedicado exclusivamente a las especies autóctonas de la Argentina. En cada sector los especímenes vegetales se ordenan sistemáticamente, según la clasificación taxonómica.

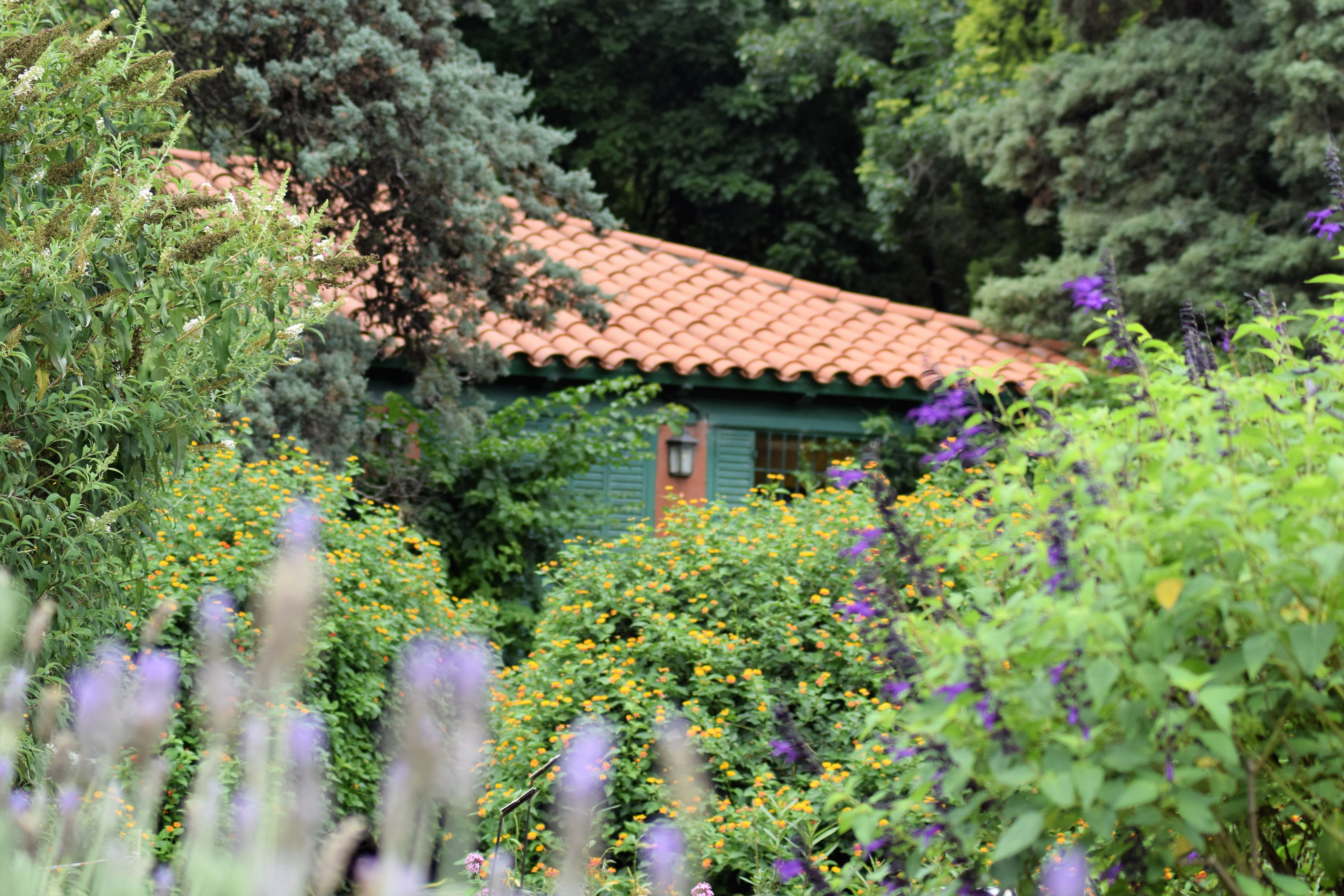
Vista del Jardín de Mariposas, abierto en 2014

Aquí se encuentran zonas donde las plantas se ordenan de acuerdo a su origen, con un énfasis en la flora de Argentina. Se aprecian ejemplares procedentes de Asia, tales como ginkgos, nísperos, sugis y sóforas; de Oceanía, acacias, eucaliptos y casuarinas; de Europa, robles, avellanas y olmos; de África, helechos, palmeras y gomeros; y de América, sequoias, araucarias y cacaoteros.
Además cuenta con varios estilos de la jardinería paisajista, como el simétrico, el mixto y el pintoresco. Se distinguen el jardín francés (de trazado simétrico e inspirado en los Jardines de Versalles) y el jardín romano, donde se han reunido las especies vegetales que el botánico romano del siglo I, Plinio el Joven, tenía en su villa de los Apeninos, tales como cipreses, álamos y laureles.

### Obras de arte
Reúne más de treinta obras de arte. Entre esculturas, monumentos, bustos y fuentes, se destacan El despertar de la naturaleza, un grupo escultórico tallado en mármol por Juan De Pari; Los primeros fríos, otro conjunto escultórico en mármol, de Miguel Blay y Fábrega; L'Aquaiolo, una estatua-fuente realizada en bronce por Vincenzo Gemito; una réplica en bronce de Saturnalia, de Ernesto Biondi; una reproducción en bronce de la célebre Luperca (o Loba Capitolina), donada por Vittorio Emmanuelle III; una copia en mármol de la Amazonas (atribuida a Fidias); Venus, obra anónima similar a la Afrodita de Cnido y a la Venus itálica, también en mármol; La Flora, una reproducción en pizarra de la obra original de René Frémin; Ondina del Plata, obra en mármol de Lucio Correa Morales, emplazada en el centro de una fuente denominada La Primavera; y El mensaje de Mercurio, copia en reemplazo de la escultura original, que fue destruida por la caída de un árbol.
También sobresalen una serie de piezas escultóricas realizadas en mármol por Leone Tommasi, que representan los movimientos de la Sinfonía Pastoral de Ludwig van Beethoven; y la Columna Meteorológica, un monumento con forma similar a un obelisco rematado por una esfera armilar, encargado al ingeniero José Marcovich y donado por el Imperio austrohúngaro con motivo del Centenario de la Revolución de Mayo en 1910.

### Edificio principal

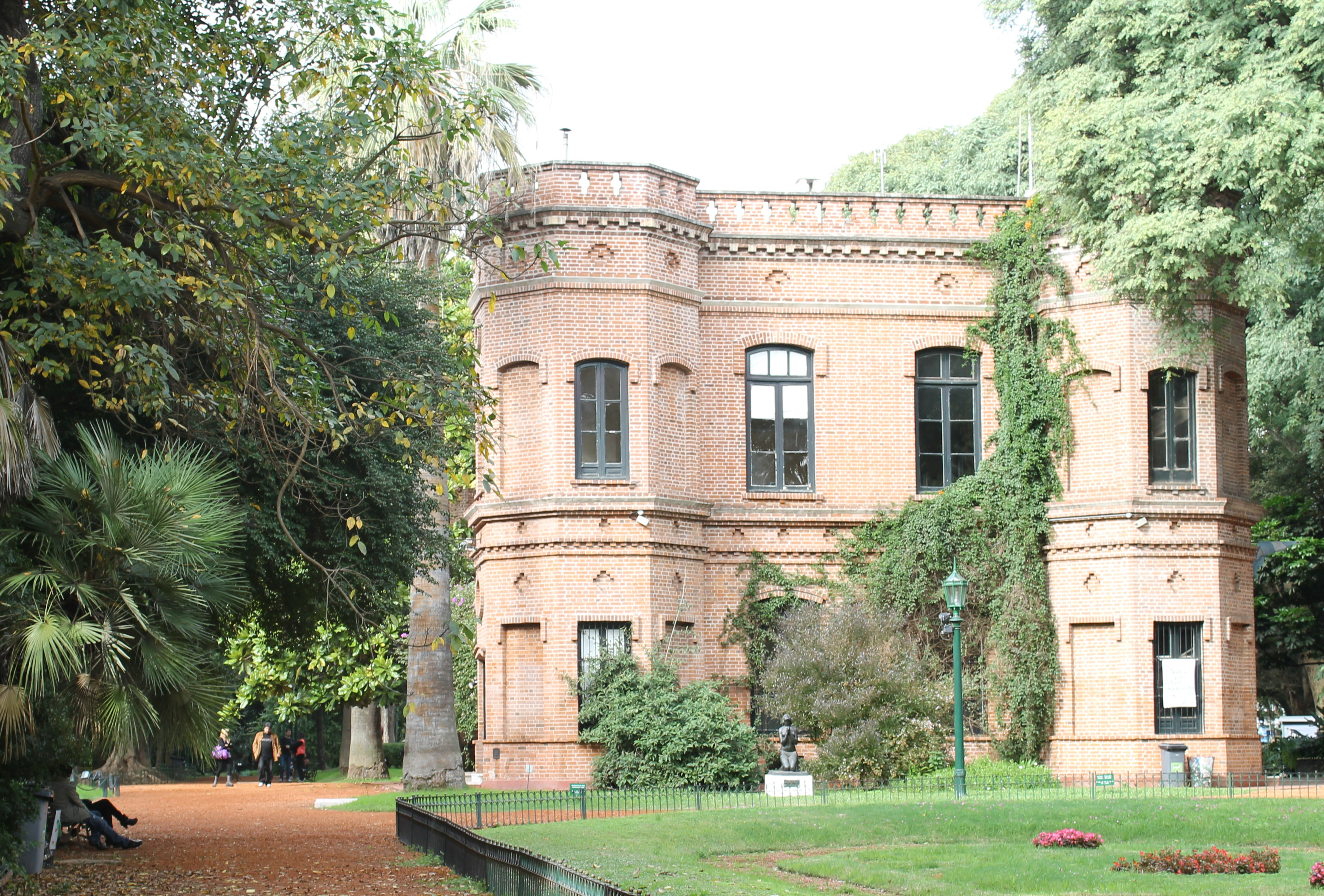
El Edificio Central, actual sede de la administración del Jardín Botánico

Cerca de la entrada principal del Jardín Botánico se ubica una casona de estilo inglés, con ladrillos rojizos a la vista, que fue proyectada por el ingeniero militar Jordan Wysocki y construida por Pedro Serechetti en 1881. 
Entre 1882 y 1894 fue la sede del Departamento Nacional de Agricultura. El Museo Histórico Nacional también tuvo su sede en este edificio, desde 1894 hasta 1896, cuando fue se concretó el traslado a su dirección actual en el Parque Lezama. 
Carlos Thays residió allí durante su gestión como titular de la Dirección de Parques y Paseos. 
Actualmente es la sede del centro de visitantes y de la administración del Jardín Botánico.

### Invernaderos
Uno de los atractivos del Jardín Botánico son sus cinco invernaderos o invernáculos, donde se ubican especies con requerimientos ambientales específicos, como las bulbosas, los cactus y las suculentas.
El mayor de ellos, de 35 m de largo y 8 m de ancho, fue diseñado por el arquitecto francés Albert Ballú en estilo art nouveau, exhibido y premiado en la Exposición Universal de París (1889). En 1897 fue adquirido para su incorporación al Jardín Botánico. Es el único abierto al público en general.  Actualmente resguarda especies tropicales y subtropicales, principalmente bromeliáceas, helechos y algunas monocotiledóneas.

## Galería

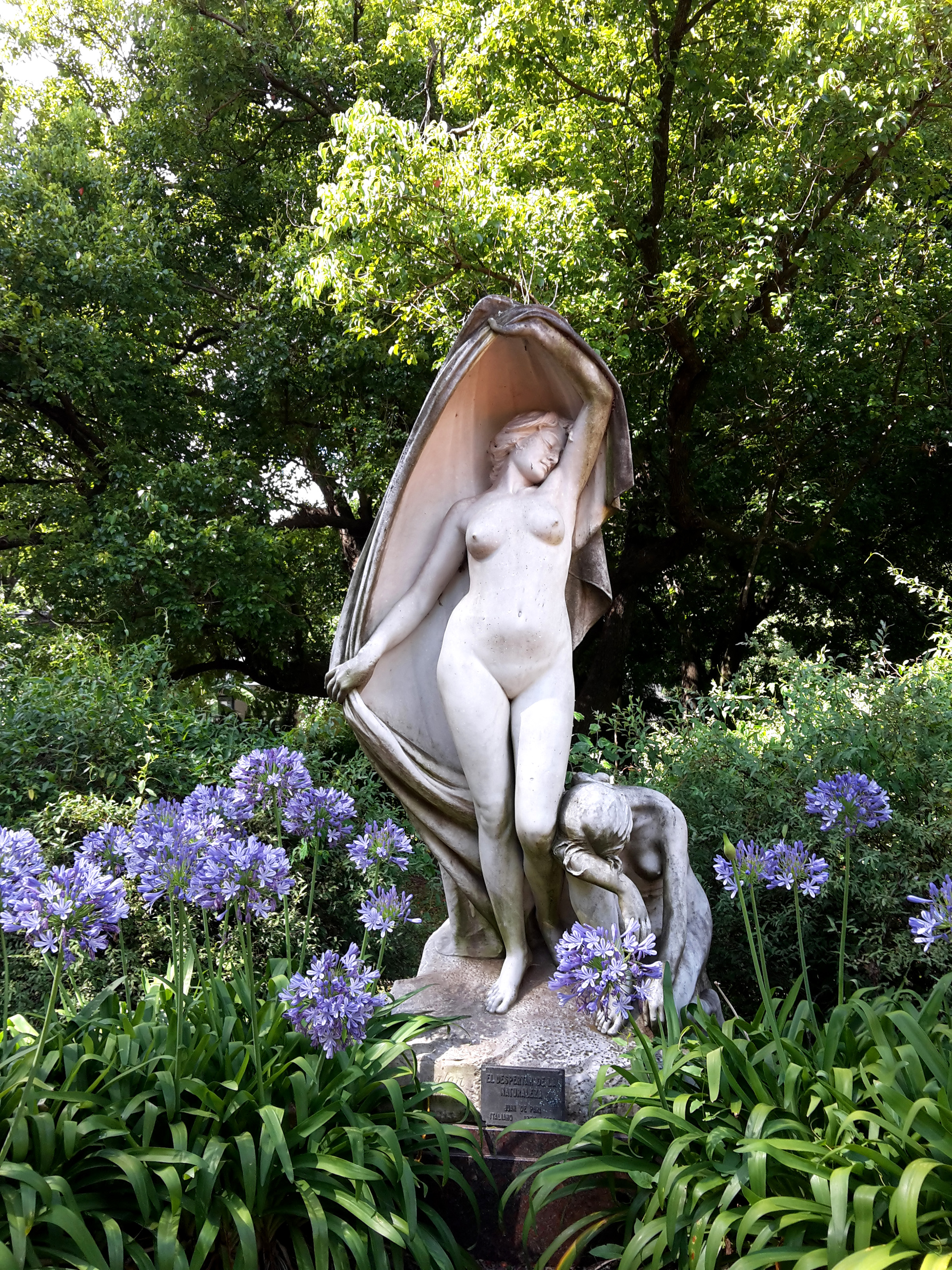
El despertar de la naturaleza (Juan de Pari)
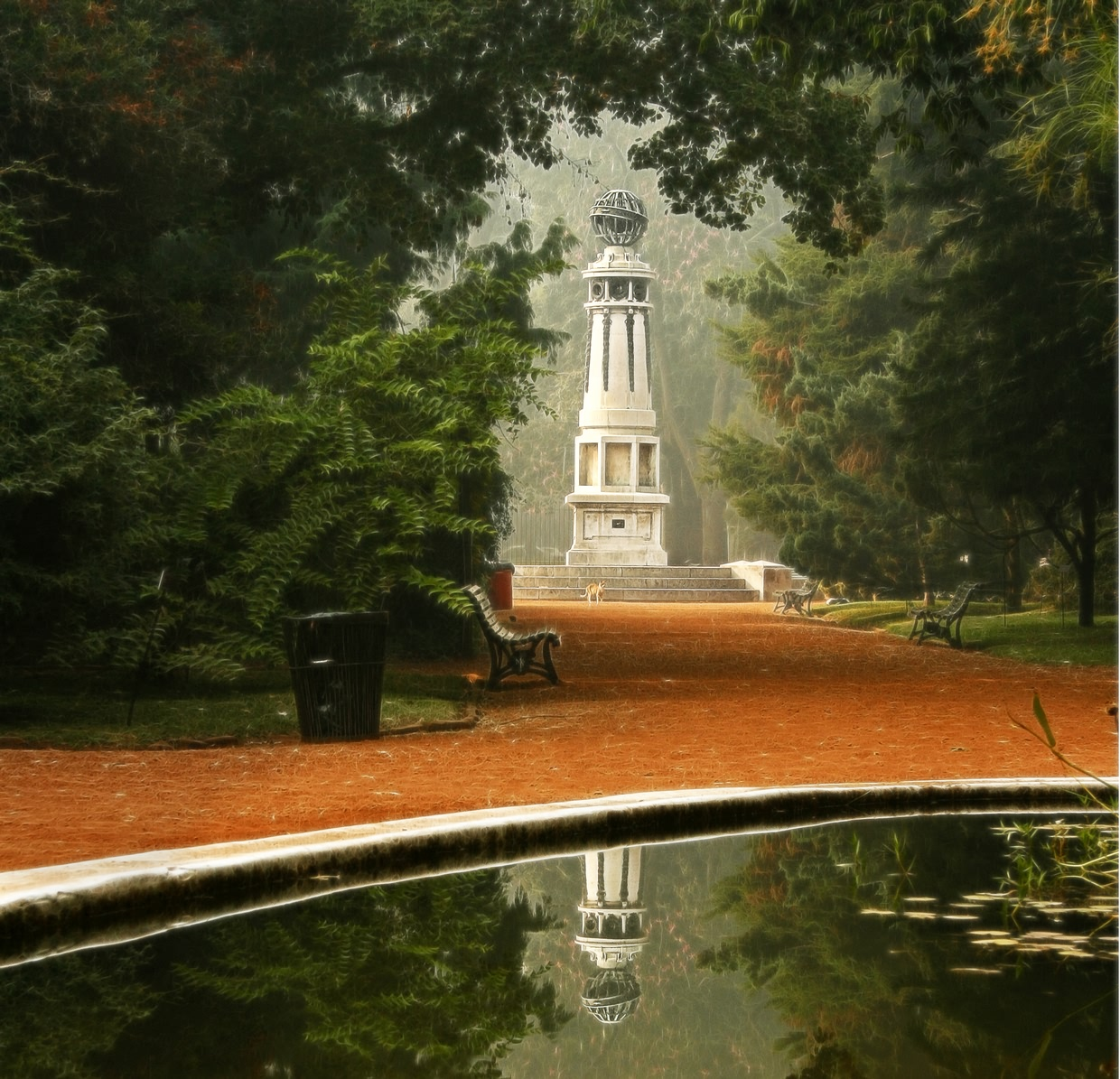
Columna Meteorológica (José Marcovich)
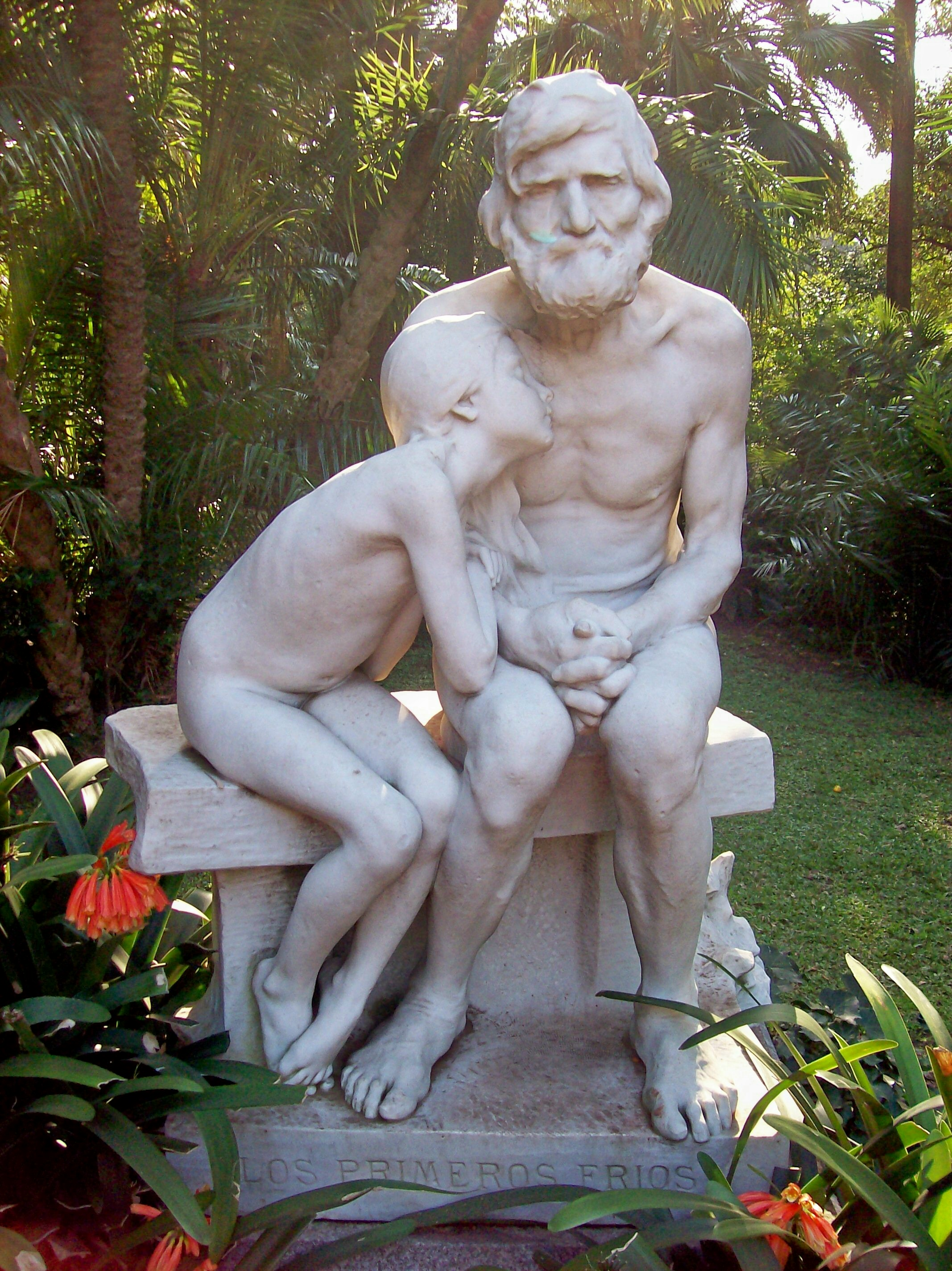
Los primeros fríos (Miguel Blay y Fábrega)
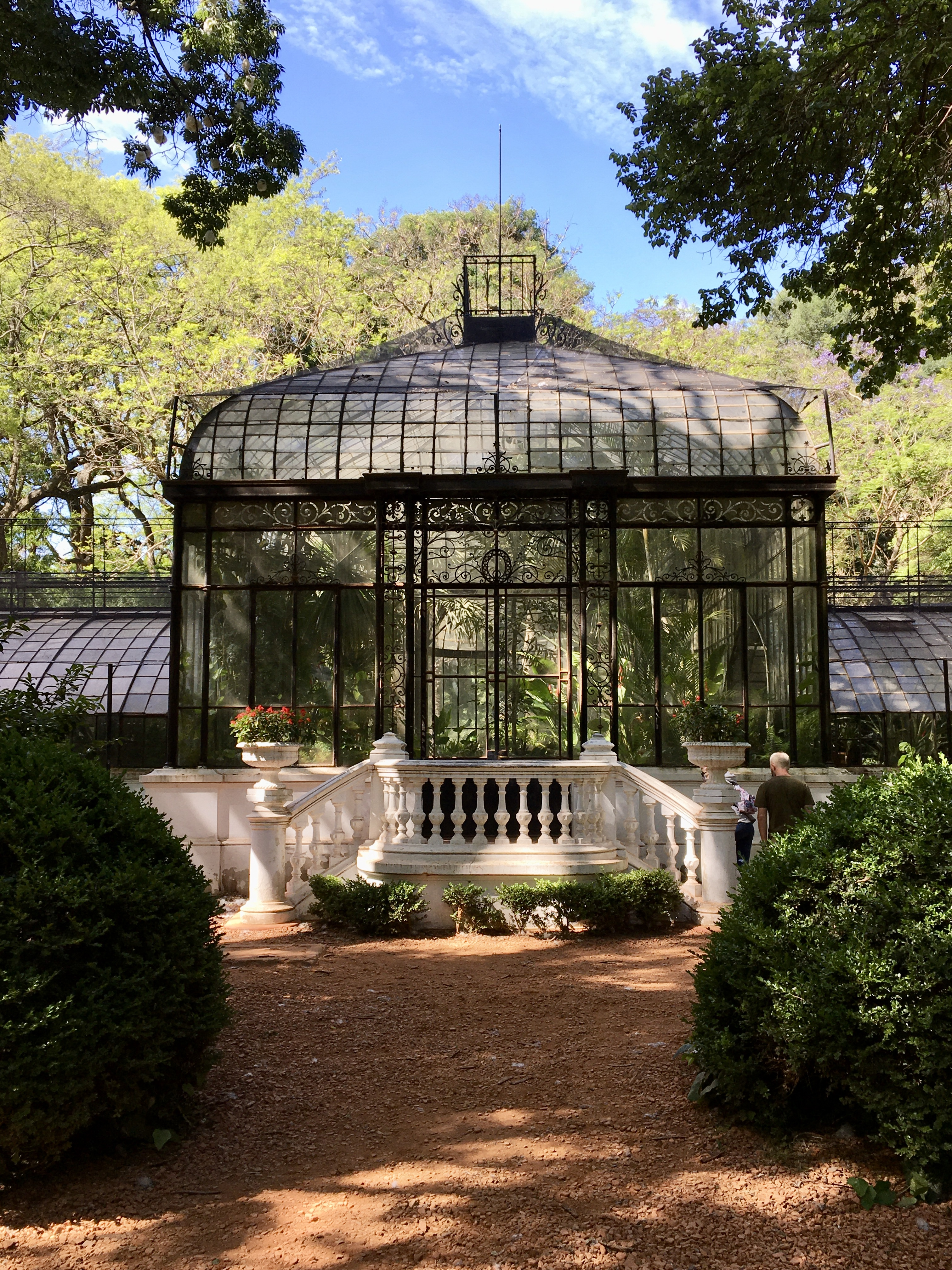
Invernadero principal (Albert Ballú)
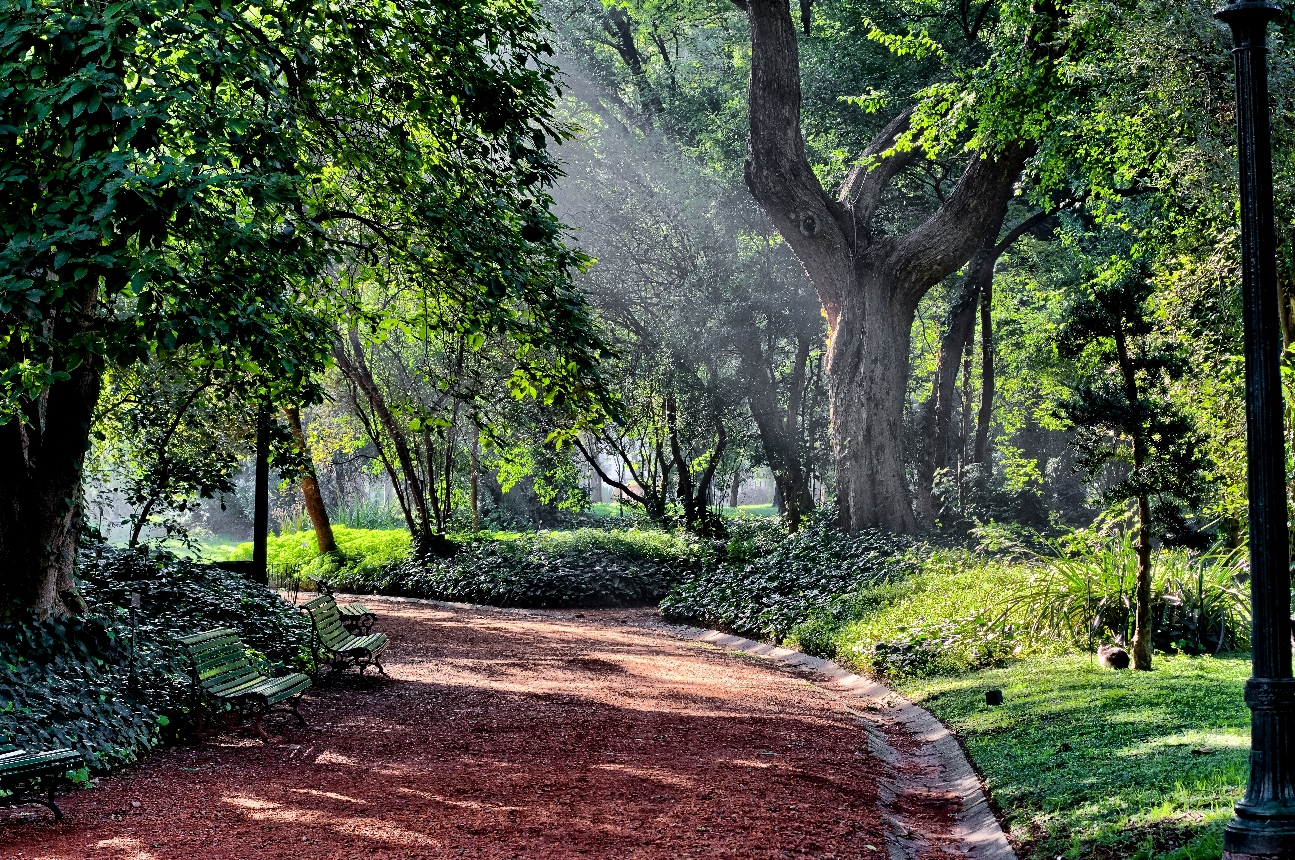
Vista de uno de los senderos diseñados por Carlos Thays
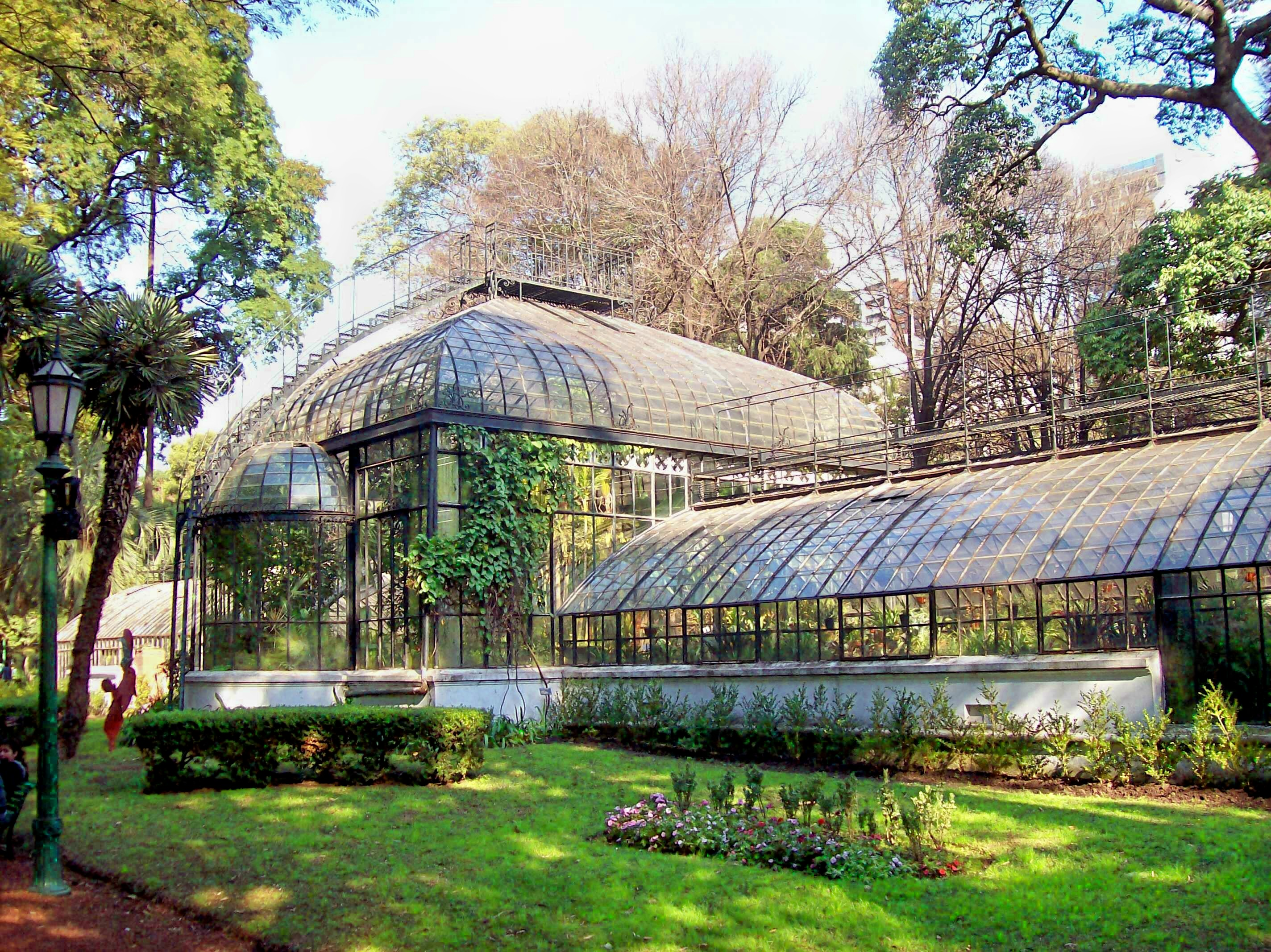
Vista posterior del invernadero mayor
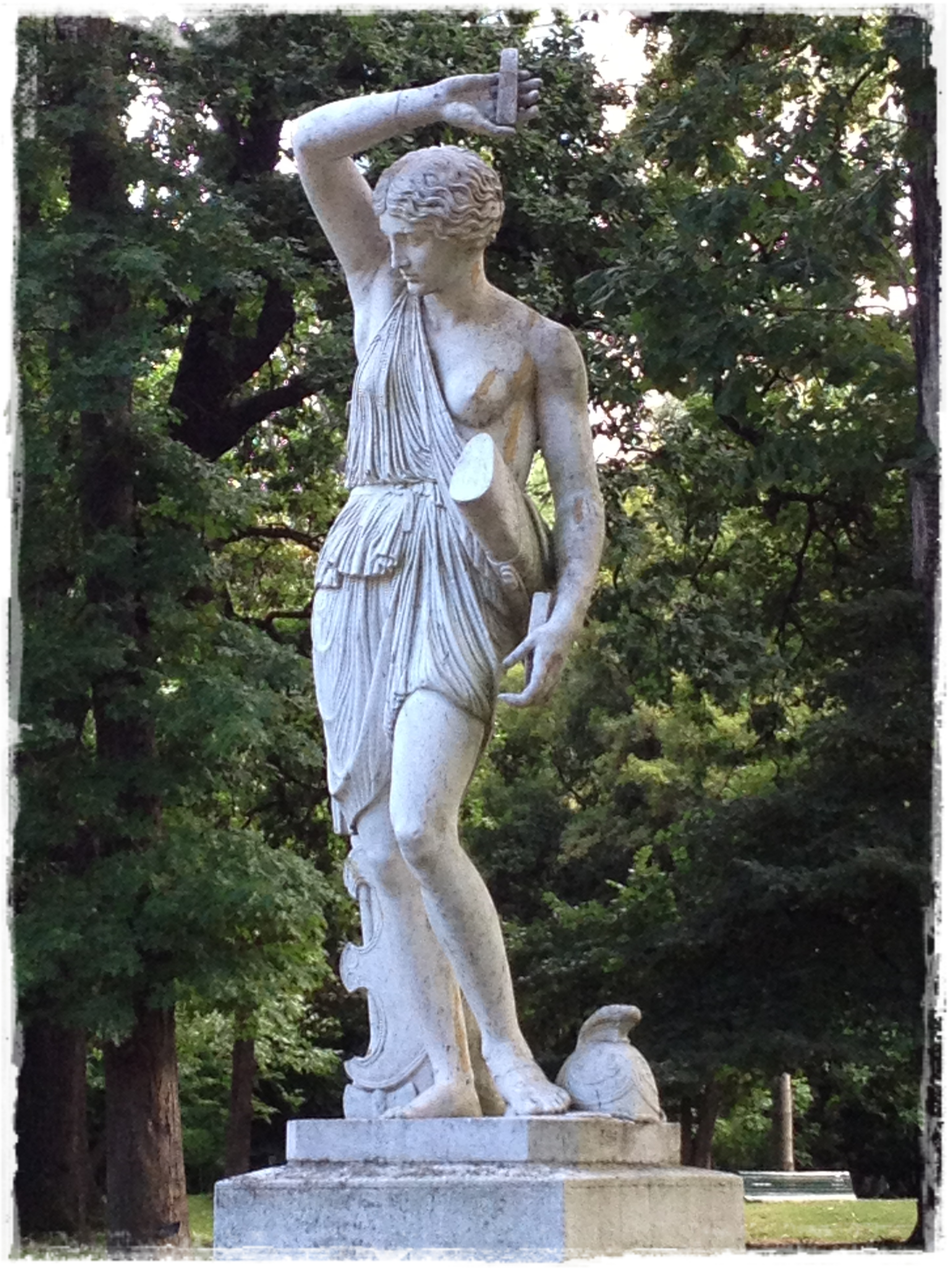
Amazonas (réplica en mármol de la obra atribuida a Fidias)
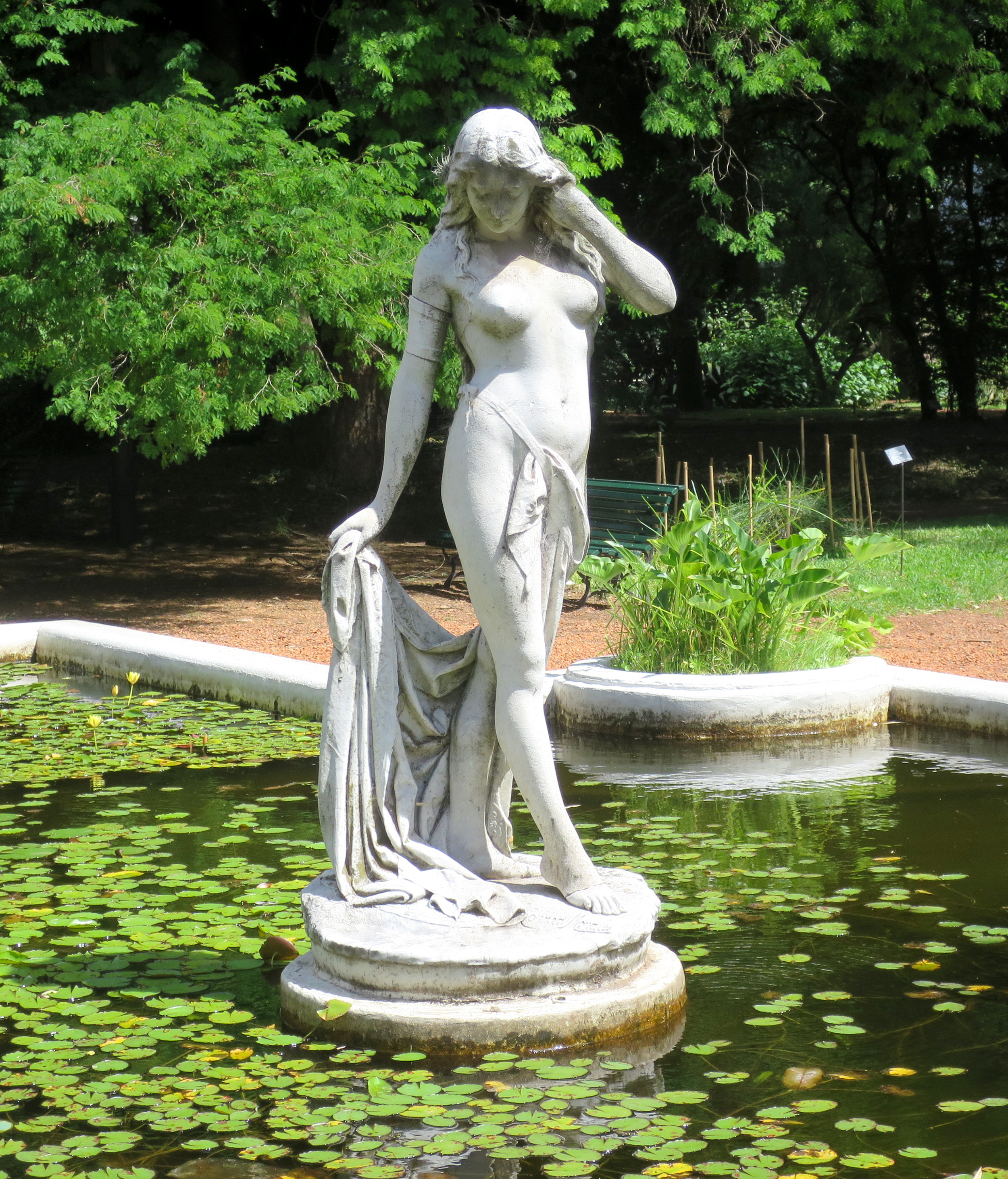
Ondina del Plata (Lucio Correa Morales)
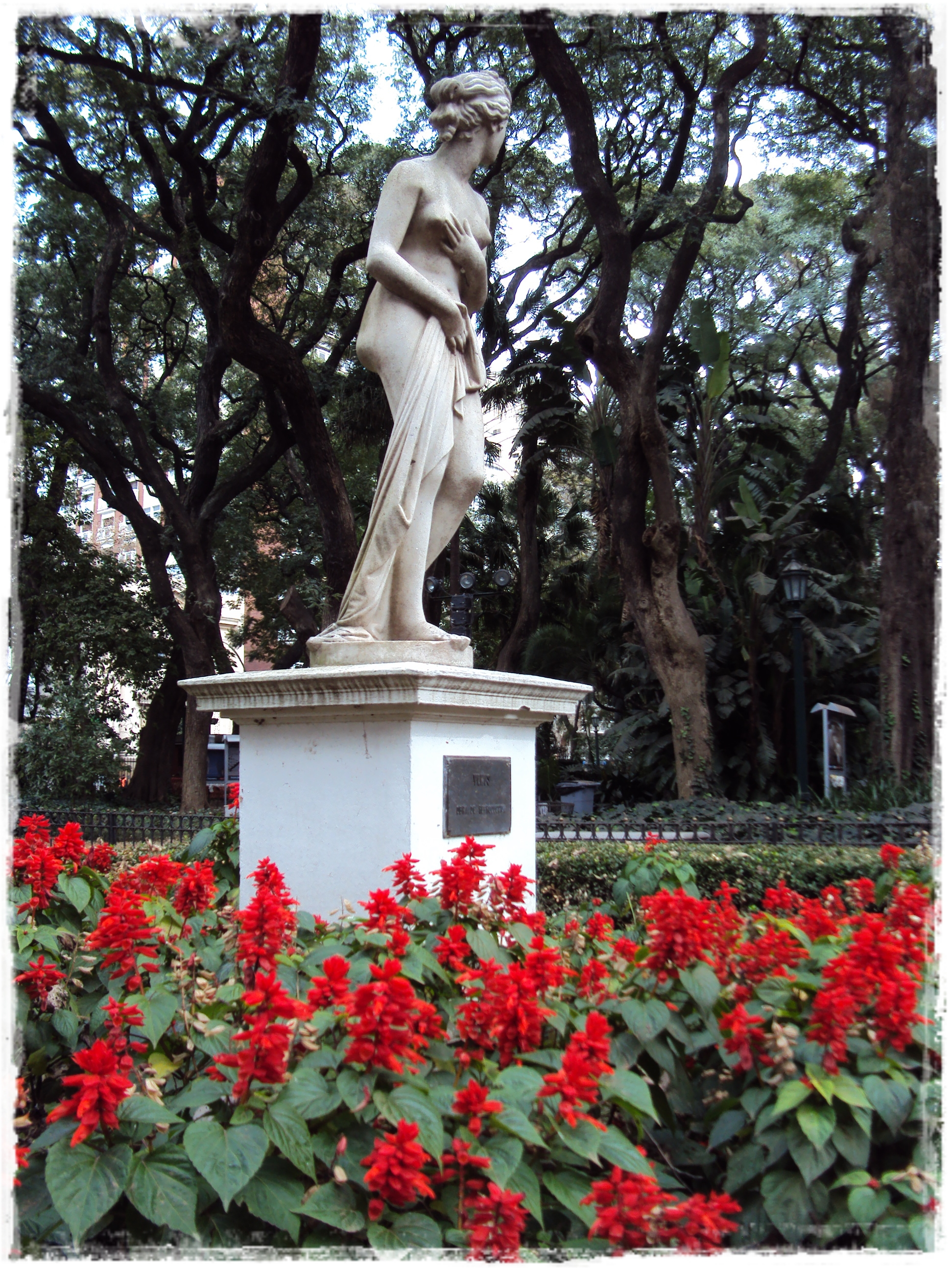
Venus (obra anónima en mármol, inspirada en la Venus de Médici)

## Transporte público

### Colectivos
Circulan por la zona las siguientes líneas de colectivos (ómnibus urbanos): 10 12 15 29 37 39 41 55 57 59 60 64 67 68 93 95 108 111 118 128 145 152 160 161 188 194

### Subte
En la intersección entre las avenidas Santa Fe y Sarmiento, se encuentra la estación más cercana del Subte de Buenos Aires, la Estación Plaza Italia de la Línea D.

### Ferrocarril
La Estación Palermo de la Línea San Martín de ferrocarriles metropolitanos de Buenos Aires es la estación ferroviaria más próxima, y se halla en el cruce de las avenidas Santa Fe y Juan B. Justo.